# 桜井三郎右衛門 (12代)
12代 桜井 三郎右衛門（さくらい さぶろうえもん、明治36年（1903年）12月9日 - 平成3年（1991年）3月24日）は、日本の実業家、政治家。旧姓は大村、幼名は泰吉。桜井家第12代当主。
実父は実業家大村貞蔵、実兄は実業家大村義雄。

## 経歴
島根県簸川郡大社町（現出雲市）大村家に生まれ、大社中学を卒業して桜井家の養子となった。
島根県信用農協連、中央農協連、同信連各会長、県農業会議員、仁多郡町村会長、同畜産、同農業雲南漁業各組合長、仁多町長、島根県日産販売（株）、山陰酸素工業（株）各社長等を歴任。

## 人物像
- 趣味は狩猟[1]。宗教は浄土宗[1]。

- 田部長右衛門 (22代)とは若い頃から親しい付き合いがあり翼賛選挙では貴族院議員に推薦した。

## 家族・親族

### 桜井家
（島根県仁多郡仁多町上阿井（現奥出雲町））
桜井家は戦国武将塙直之の遺族が芸備領主の福島正則により可部（かべ：現広島市安佐北区）に匿われ桜井と改姓、のちに出雲で「たたら」を経営した。江戸時代には鉄師頭取として奥出雲の鉄山をとりしきった。
- 養祖父・三郎右衛門（島根県平民[4]）
- 養父・三郎右衛門（島根県平民[4]、島根県多額納税者[4]、農[4]）

明治14年（1881年）4月生 - 没
島根県下の大地主にして農を営み直接国税三千五百八十余円を納め多額納税者である。
- 妻・千代子[1]
- 長男・尚[1]（実業家、政治家）

### 親戚
- 並河秀夫（実業家）
- 坂口平兵衛 (2代)（実業家、政治家）
- 田部長右衛門 (22代)（実業家、政治家）
- 田部長右衛門 (23代)（実業家、政治家）